# Asparagus deflexus
Asparagus deflexus — вид рослин із родини холодкових (Asparagaceae).

## Біоморфологічна характеристика
Сильно розгалужений в'юнкий кущ. Гілки тонкі, голі, нижні вигнуті; гілочок багато, короткі. Листки з короткою вигнутою гострою шпоркою. Кладодії по 6–10 разом, шилоподібні, дуже тонкі, 6–8.5 мм завдовжки. Квітки 1–2 у пазухах, або 4–6 на верхівках гілочок. Оцвітина завдовжки 3 мм; сегменти довгасто-лопатоподібні. Тичинки помітно коротші за оцвітину.

## Середовище проживання
Ендемік Анголи.